# NGC 1072
NGC 1072 је спирална галаксија у сазвежђу Кит која се налази на NGC листи објеката дубоког неба.
Деклинација објекта је + 0° 18' 25" а ректасцензија 2h 43m 31,3s. Привидна величина (магнитуда) објекта NGC 1072 износи 13,4 а фотографска магнитуда 14,2. NGC 1072 је још познат и под ознакама IC 1837, UGC 2208, MCG 0-7-88, IRAS 02409+0005, CGCG 388-103, CGCG 389-1, KUG 0240+000, PGC 10315.